# Jean-Michel Martin

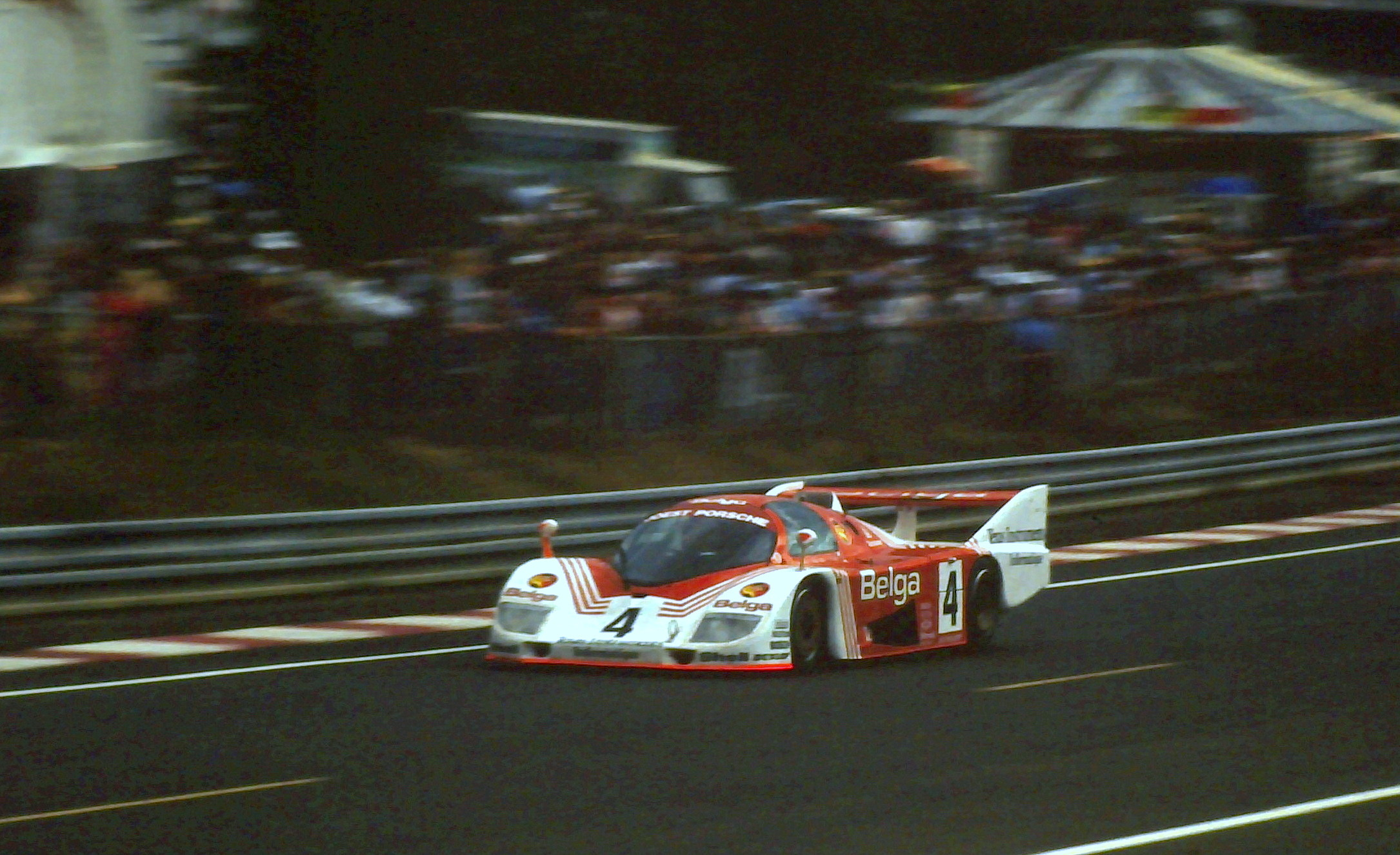
Martin under Le Mans 24-timmars 1982.

Jean-Michel Martin, född den 19 juni 1953 i Bryssel, är en belgisk racerförare. Han är far till Maxime Martin.
Martin är femfaldig belgisk mästare i standardvagnsracing. Han har även vunnit Nürburgring 24-timmars och Spa 24-timmars.